# Montesquiu (Erau)
Montesquiu en francès Montesquieu) és un municipi occità, situat a la regió històrica del Llenguadoc, ara en el departament de l'Erau i a la regió administrativa d'Occitània.

## Demografia

Població 1962-2008